# Mosty u Jablunkova
Mosty u Jablunkova település Csehországban, a Frýdek-místeki járásban. Mosty u Jablunkova Dolní Lomná, Bukovec, Písek, Jablunkov, Trencsénrákó, Csaca és Fenyvesszoros településekkel határos. Lakosainak száma 3687 fő (2024. január 1.).

## Népesség
A település lakosságának változását az alábbi diagram mutatja:
| Lakosok száma | 2346 | 2193 | 2601 | 3880 | 4126 | 3830 | 3838 | 3799 | 3662 | 3687 |
|               | 1869 | 1900 | 1921 | 1961 | 1980 | 2011 | 2016 | 2019 | 2021 | 2024 |